# 錢德拉·謝卡爾
錢德拉·謝卡爾（拉丁化：Chandra Shekhar，1927年7月1日—2007年7月8日），印度政治家。自學生時代就從事政治活動。
1990年11月－1991年6月間，以少數黨身分與國大黨共組聯合政府，並擔任印度第11任總理，執政期間遭受印度政經情勢嚴峻的考驗。
卸職後，他仍積極從事政治活動，直至2007年去世前，高齡80的他仍為社會人民黨黨主席，且擔任印度下院人民院議員。2007年去世後遺體在Jannayak Sthal火化，骨灰撒入西魯瓦尼河中。